# Thomas Mofolo
Thomas Mofolo (1876- 1948) est un écrivain du Lesotho de langue sesotho.

## Enfance
Thomas Mopoku Mofolo naît vraisemblablement à Mafeteng en 1876, et meurt en 1948. 
Il grandit au Basoutoland, et comme la plupart des gens de sa génération, il est éduqué par des missionnaires européens présents dans le pays. Il étudie sous la direction du révérend D. Ellenberger, puis du révérend Alfred Casalis, à Morija.

## Avec les missionnaires
À la fin de ses études, il travaille pour les missionnaires jusqu’en 1910. À l’époque, ceux-ci détiennent les seules presses de la région, qu’ils avaient amenées en 1841. 
Mofolo est encouragé à écrire par les missionnaires. Influencé par Marie Corelli, Haggard, et John Bunyan, il rédige d’abord Moeti oa bochabela (Le Voyageur de l’Ouest), paru en feuilleton en 1906 et publié en 1907.
Ce roman raconte l’histoire de Fekisi, héros horrifié par les coutumes de son peuple, qui part à la recherche du pays de Ntsoana-Tsatsi, la terre d’origine des Basotho, où Dieu, lassé de leurs désordres, s’est retiré. Au terme de son voyage, il parvient chez les Blancs, dans le pays dont il rêvait. Le jour où il se fait baptiser, le Christ apparaît, lui promet la béatitude éternelle, et Fekisi tombe, mort.
Ensuite, Mofolo écrit Pitseng, publié en 1910. Ce roman raconte l’histoire d’amour vertueux de deux jeunes gens qui se rencontrent au cours de leurs études dans une mission, se marient, et reprennent l’institut à la mort de leur maître. 
En 1910, après un voyage dans le Natal où il visite les terres zouloues et la tombe du roi Chaka, Mofolo écrit Chaka. L’œuvre oppose un fort contraste avec ses écrits ultérieurs, fondés sur un dithyrambe de la foi chrétienne. Elle gêne les missionnaires qui retardent sa publication jusqu’en 1925. 
Mofolo quitte la mission et cesse partiellement d’écrire. Il aurait néanmoins rédigé une vie de Moshesh en 1926, disparue dans un incendie.

## Le départ de Morija
Mofolo quitte Morija et la mission, peut-être déçu des obstacles opposés par les missionnaires à la publication de Chaka, peut-être aussi en raison d'un adultère découvert.
À la suite de son départ de Morija, Mofolo devient recruteur pour des mines, propriétaire d’un comptoir commercial, puis fermier.
Après la Première Guerre mondiale, il adhère à une association de défense des droits des Basotho, la Basutoland Progressive Association. 
À la fin de sa vie, il se fait confisquer ses terres, achetées à un fermier blanc en 1937, et meurt probablement dans la misère.